# Gérard Paul Deshayes
Gérard Paul Deshayes, född 13 maj 1795 i Nancy, död 9 juni 1875 på sin lantegendom i Boran-sur-Oise, departementet Oise, var en fransk geolog och molluskforskare (konkyliolog).
Deshayes levde från 1819 som privatman i Paris, ivrigt sysselsatt med vetenskapliga studier och utnämndes några få år före sin död till professor vid Muséum national d'histoire naturelle. Det var särskilt Parisbäckenets tertiära fossil, som han på grundval av sin rika privata samling gjorde till föremål för omfattande undersökningar. Tillsammans med Charles Lyell uppställde han huvudindelningen av tertiärperioden i eocen, miocen och pliocen. Deshayes tilldelades Wollastonmedaljen 1870.